# アメリカ合衆国商務労働長官
アメリカ合衆国商務労働長官（アメリカがっしゅうこくしょうむろうどうちょうかん、United States Secretary of Commerce and Labor）は、アメリカ合衆国商務労働省の長。商取引活動、工業活動、および労働に関する政策を担当する行政長官であり、1903年2月18日から1913年3月4日まで存在した。
1913年に商務労働省が商務省と労働省に分割されたことに伴い、この職も商務長官と労働長官に分割された。

## 歴代商務労働長官
| 代 | 画像                   | 氏名                   | 在任期間       | 在任期間       | 大統領                 |
| 代 | 画像                   | 氏名                   | 着任           | 退任           | 大統領                 |
| -- | ---------------------- | ---------------------- | -------------- | -------------- | ---------------------- |
| 1  | ジョージ・コーテルユー | ジョージ・コーテルユー | 1903年2月18日  | 1904年6月30日  | セオドア・ルーズベルト |
| 2  | ヴィクター・メトカーフ | ヴィクター・メトカーフ | 1904年7月1日   | 1906年12月16日 | セオドア・ルーズベルト |
| 3  | オスカー・ストラウス   | オスカー・ストラウス   | 1906年12月17日 | 1909年3月5日   | セオドア・ルーズベルト |
| 4  | チャールズ・ネイゲル   | チャールズ・ネイゲル   | 1909年3月6日   | 1913年3月4日   | ウィリアム・タフト     |